# Persone di nome William/Altre...
| Questa pagina contiene informazioni ricavate automaticamente dalle voci biografiche con l'ausilio del template Bio e di un bot. L'aggiornamento è periodico e automatico e ricostruisce completamente la pagina. Se manca una persona in questa lista, sei pregato di non aggiungerla, ma accertati piuttosto che la sua voce biografica contenga il template Bio e che i dati anagrafici siano correttamente compilati. Se il template Bio manca, inseriscilo tu stesso o, in alternativa, metti l'avviso {{tmp\|Bio}} che ne segnala la mancanza. Se i dati riportati sono sbagliati, correggi direttamente la voce biografica; le modifiche saranno visibili in questa lista entro pochi giorni. Per chiarimenti vedi il progetto antroponimi. La lista contiene solo le 83 persone che sono citate nell'enciclopedia e per le quali è stato implementato correttamente il template Bio. Pagina aggiornata al 22 mar 2018. |

Questa è una lista di persone presenti nell'enciclopedia che hanno il prenome William e come attività principale sono Altre...

## A(2)
- Willie Applegarth, velocista britannico (Guisborough, n.1890 - Schenectady, †1958)
- William W. Averell (Cameron, n.1832 - Bath, †1900)

## B(2)
- Willie Banks, ex triplista statunitense (Travis Air Force Base, n.1956)
- William Bonville, VI barone Harington (Chewton Mendip, n.1442 - †1460)

## C(12)
- William Carey (n.1495 - †1527)
- Ken Carpenter, discobolo statunitense (Compton, n.1913 - Buena Park, †1984)
- Bill Carr, velocista statunitense (Pine Bluff, n.1909 - Tokyo, †1966)
- Will Claye, triplista e lunghista statunitense (Tucson, n.1991)
- William Coales, mezzofondista britannico (Aldwincle, n.1886 - Sudbury, †1960)
- Wesley Coe, pesista e tiratore di fune statunitense (Boston, n.1879 - Bozeman, †1926)
- William Frederick Collings (n.1852 - 20 giugno, †1927)
- William Thomas Collings (Guernsey, n.1823 - Sark, †1882)
- Joe Cottrill, mezzofondista britannico (n.1888 - †1972)
- William Cox, mezzofondista statunitense (n.1904 - †1996)
- William Cragh,  gallese (n.Llanrhidian)
- Bill Crothers, ex mezzofondista e velocista canadese (Markham, n.1940)

## D(8)
- William Devino, mafioso statunitense (New York, n.1921 - Harrison, †1970)
- Bill Dellinger, ex mezzofondista statunitense (Grants Pass, n.1934)
- Harrison Dillard, ex velocista e ostacolista statunitense (Cleveland, n.1923)
- William Droegemueller, astista statunitense (n.1906 - †1987)
- William d'Aubigny, I conte di Arundel (n.1109 - †1176)
- William de Beauchamp, IX conte di Warwick (n.1237 - †1298)
- William de Beaumont, III conte di Warwick (n.1140 - Palestina, †1184)
- William di Ypres (n.1090)

## F(6)
- William Fetter,  statunitense (n.1928 - †2002)
- William FitzAlan, XVI conte di Arundel (Arundel, n.1417 - Arundel, †1487)
- William FitzAlan, XVIII conte di Arundel (Arundel, n.1476 - †1544)
- William Frank, maratoneta e mezzofondista statunitense (Besigheim, n.1878 - New York, †1965)
- William Frullani, multiplista e bobbista italiano (Prato, n.1979)
- William fitz Duncan (†1147)

## G(3)
- William Garcia, maratoneta statunitense (Oakland, n.1877 - Oakland, †1951)
- William Russell Grace, politica irlandese (Ballylinan, n.1832 - New York, †1904)
- DJ Snake, disc jockey e produttore discografico francese (Parigi, n.1986)

## H(9)
- William Halpenny, astista canadese (Isola del Principe Edoardo, n.1882 - Charlottetown, †1960)
- William Hamilton, velocista statunitense (n.1883 - †1955)
- William B. Hazen (West Hartford, n.1830 - Washington, †1887)
- William Hogenson, velocista statunitense (Chicago, n.1884 - Chicago, †1965)
- William Holland, velocista statunitense (Boston, n.1874 - Malden, †1930)
- Bill Hoyt, astista e ostacolista statunitense (Glastonbury, n.1875 - Cambridge, †1954)
- DeHart Hubbard, lunghista statunitense (Cincinnati, n.1903 - Cleveland, †1976)
- William Price Hunt,  statunitense (n.1783 - †1842)
- William Hunter, velocista statunitense (n.1884)

## K(1)
- Billy Konchellah, ex mezzofondista keniota (Kilgoris, n.1961)

## L(2)
- William Fraser Lewis, ostacolista statunitense (Canandaigua, n.1876 - St. Petersburg, †1962)
- William Wallace Lincoln (Springfield, n.1850 - Washington, †1862)

## M(10)
- William Maudit, VIII conte di Warwick (n.1220 - †1267)
- Willie May, ostacolista statunitense (Knoxville, n.1936 - †2012)
- Billy McKinlay,  e ex calciatore scozzese (Glasgow, n.1969)
- William McMillan, tiratore a segno statunitense (Frostburg, n.1929 - Encinitas, †2000)
- Bill Miller, giavellottista statunitense (Lawnside, n.1930 - Apache Junction, †2016)
- Bill Miller, astista statunitense (Dodge City, n.1912 - Paradise Valley, †2008)
- Billy Mills, ex mezzofondista e maratoneta statunitense (Pine Ridge, n.1938)
- William Moloney, velocista statunitense (Ottawa, n.1876 - Chicago, †1915)
- William Montacute, II conte di Salisbury (Donyatt, n.1328 - †1397)
- William Moore, mezzofondista britannico (n.1890 - †1956)

## N(2)
- William Neville, I conte di Kent (n.1405 - †1463)
- Bill Nieder, ex pesista statunitense (Hempstead, n.1933)

## O(2)
- Parry O'Brien, pesista e discobolo statunitense (Santa Monica, n.1932 - Santa Clarita, †2007)
- William Ouseley, iranista e diplomatico britannico (Monmouthshire, n.1767 - Boulogne-sur-Mer, †1842)

## P(2)
- William de la Pole, I duca di Suffolk (Cotton, n.1396 - Canale della Manica, †1450)
- William Porter, ostacolista statunitense (Jackson, n.1926 - Irvine, †2000)

## R(2)
- William Procter Remington, lunghista, ostacolista e vescovo anglicano statunitense (Filadelfia, n.1879 - La Jolla, †1963)
- William Roberts, velocista britannico (Salford, n.1912 - †2001)

## S(12)
- William Salomone, professore universitario e storico italiano (Guardiagrele, n.1915 - Filadelfia, †1989)
- William Saward, maratoneta britannico (n.1858)
- William le Scrope, I conte di Wiltshire (n.1350 - †1399)
- William Seagrove, mezzofondista britannico (Londra, n.1898 - Seaford, †1980)
- William Seymour, II duca di Somerset (n.1588 - Londra, †1660)
- William Sharman, ostacolista britannico (Lagos, n.1984)
- Billy Sherring, maratoneta canadese (Hamilton, n.1878 - Hamilton, †1964)
- William James Sidis (New York, n.1898 - Boston, †1944)
- William Spencer, II barone Spencer di Wormleighton (n.1591 - †1636)
- William Stafford (n.1500 - Ginevra, †1556)
- William Stafford,  inglese (Rochford, n.1554 - †1612)
- William Stafford (Antingham, n.1593 - Thornbury, †1684)

## T(3)
- William Tanui, ex mezzofondista keniota (Kemeloi, n.1964)
- Bill Toomey, ex multiplista statunitense (Filadelfia, n.1939)
- William Trew,  gallese (Swansea, n.1878 - Swansea, †1926)

## V(1)
- William Verner, mezzofondista e siepista statunitense (Contea di Grundy, n.1883 - Pinckney, †1966)

## W(1)
- William West, I barone De La Warr (n.1520 - †1595)

## Y(1)
- William Yiampoy, ex mezzofondista keniota (n.1974)

## ...(2)
- Guglielmo di Gloucester (n.1112 - †1183)
- William, duca di Cambridge (Londra, n.1982)